# Wailly
Wailly és un municipi francès situat al departament del Pas de Calais i a la regió dels Alts de França. L'any 2007 tenia 1.010 habitants.

## Demografia

### Població
El 2007 la població de fet de Wailly era de 1.010 persones. Hi havia 395 famílies de les quals 71 eren unipersonals (28 homes vivint sols i 43 dones vivint soles), 150 parelles sense fills, 138 parelles amb fills i 36 famílies monoparentals amb fills.
La població ha evolucionat segons el següent gràfic:
Habitants censats

### Habitatges
El 2007 hi havia 415 habitatges, 399 eren l'habitatge principal de la família, 2 eren segones residències i 14 estaven desocupats. 406 eren cases i 8 eren apartaments. Dels 399 habitatges principals, 357 estaven ocupats pels seus propietaris, 40 estaven llogats i ocupats pels llogaters i 1 estava cedit a títol gratuït; 7 tenien dues cambres, 33 en tenien tres, 94 en tenien quatre i 266 en tenien cinc o més. 348 habitatges disposaven pel capbaix d'una plaça de pàrquing. A 160 habitatges hi havia un automòbil i a 216 n'hi havia dos o més.

### Piràmide de població
La piràmide de població per edats i sexe el 2009 era:
| Homes | Edats   | Dones |
| ----- | ------- | ----- |
| 0     | 95 o +  | 0     |
| 0     | 90 a 94 | 4     |
| 8     | 85 a 89 | 4     |
| 0     | 80 a 84 | 0     |
| 24    | 75 a 79 | 24    |
| 8     | 70 a 74 | 24    |
| 12    | 65 a 69 | 20    |
| 28    | 60 a 64 | 28    |
| 36    | 55 a 59 | 24    |
| 40    | 50 a 54 | 36    |
| 36    | 45 a 49 | 56    |
| 48    | 40 a 44 | 40    |
| 36    | 35 a 39 | 32    |
| 28    | 30 a 34 | 32    |
| 28    | 25 a 29 | 12    |
| 28    | 20 a 24 | 32    |
| 44    | 15 a 19 | 36    |
| 36    | 10 a 14 | 28    |
| 28    | 5 a 9   | 12    |
| 24    | 0 a 4   | 28    |

## Economia
El 2007 la població en edat de treballar era de 675 persones, 498 eren actives i 177 eren inactives. De les 498 persones actives 473 estaven ocupades (243 homes i 230 dones) i 25 estaven aturades (14 homes i 11 dones). De les 177 persones inactives 83 estaven jubilades, 60 estaven estudiant i 34 estaven classificades com a «altres inactius».

### Ingressos
El 2009 a Wailly hi havia 402 unitats fiscals que integraven 1.045,5 persones, la mediana anual d'ingressos fiscals per persona era de 21.697 €.

### Activitats econòmiques
Dels 29 establiments que hi havia el 2007, 5 eren d'empreses de construcció, 2 d'empreses de comerç i reparació d'automòbils, 2 d'empreses de transport, 3 d'empreses d'hostatgeria i restauració, 1 d'una empresa d'informació i comunicació, 1 d'una empresa financera, 4 d'empreses immobiliàries, 2 d'empreses de serveis, 6 d'entitats de l'administració pública i 3 d'empreses classificades com a «altres activitats de serveis».
Dels 10 establiments de servei als particulars que hi havia el 2009, 1 era un paleta, 2 lampisteries, 1 electricista, 1 empresa de construcció, 2 perruqueries, 1 restaurant i 2 agències immobiliàries.
L'únic establiment comercial que hi havia el 2009 era una carnisseria.
L'any 2000 a Wailly hi havia 16 explotacions agrícoles que ocupaven un total de 770 hectàrees.

## Equipaments sanitaris i escolars
El 2009 hi havia una escola elemental.

## Poblacions més properes
El següent diagrama mostra les poblacions més properes.